# Steinweg 3 (Quedlinburg)

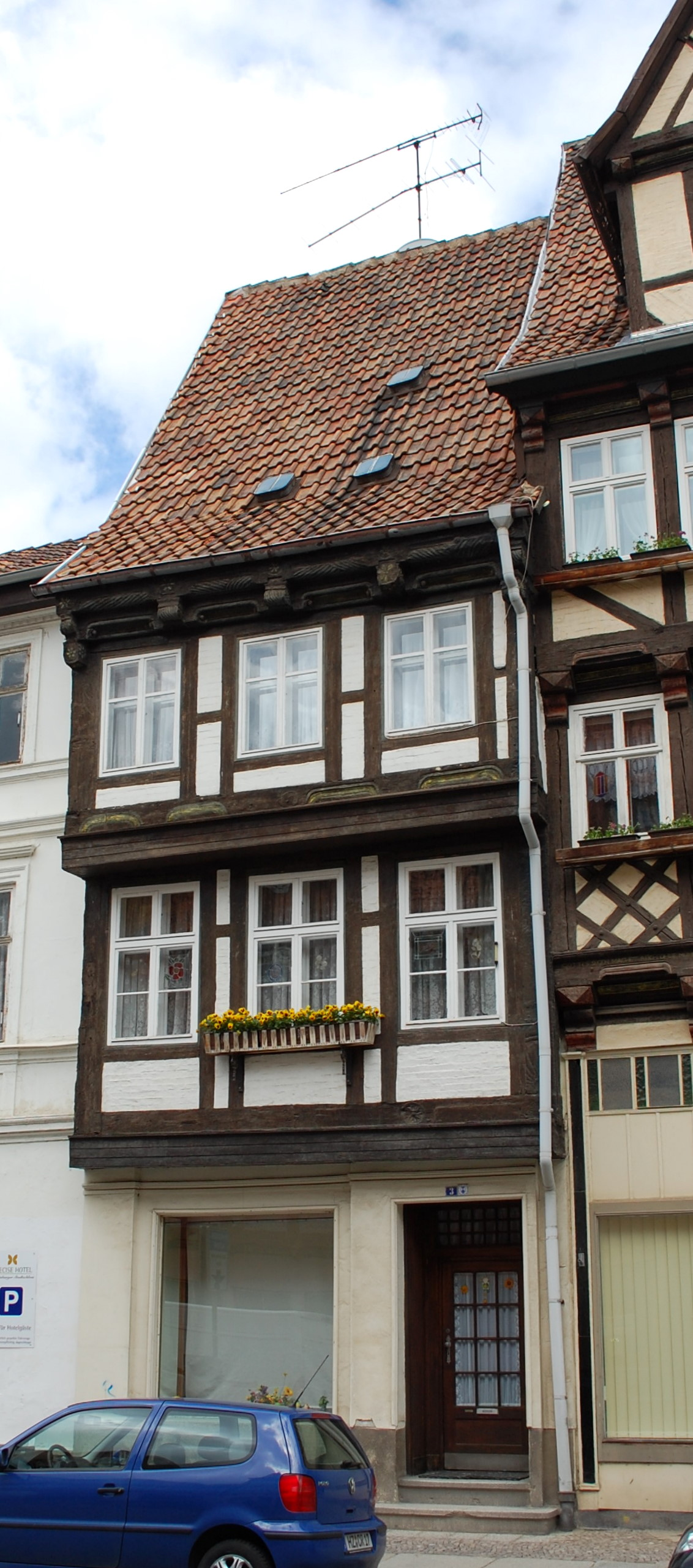
Haus Steinweg 3

Das Haus Steinweg 3 ist ein denkmalgeschütztes Gebäude in der Stadt Quedlinburg in Sachsen-Anhalt.

## Lage
Das im Quedlinburger Denkmalverzeichnis eingetragene Wohnhaus steht an der Nordseite des Steinwegs in der historischen Neustadt Quedlinburgs und gehört zum UNESCO-Weltkulturerbe. Östlich grenzt das gleichfalls denkmalgeschützte Haus Steinweg 4 an.

## Architektur und Geschichte
Das dreigeschossige Fachwerkhaus entstand in der Zeit um 1560. Die Fachwerkfassade weist diverse Verzierungen auf. So finden sich Schiffskehlen, Taustab und Balkenköpfe in Walzenform. Darüber hinaus sind an den Ständern Reste von geschnitzten Fächerrosetten zu erkennen.
Um 1780 erfolgte ein Umbau im Stil des Klassizismus. Es wurden größere Fenster eingebaut, und neue Ausfachungen vorgenommen.
Im Erdgeschoss befindet sich ein Ladengeschäft. Auf dem Hof des Anwesens steht, parallel zum Vorderhaus, ein Hinterhaus.